# 杉木
杉木（學名：Cunninghamia lanceolata）又稱福州杉、刺杉、廣葉杉，为柏科杉木屬植物。原產於中國及越南，並有一變種巒大杉，分布在台灣，模式標本採自浙江舟山。

## 形态特征
呈尖塔形；树皮鳞状，褐色，内皮红色；大枝平展，小枝近轮生；线状披针形叶子，革質，稍硬而刺手，先端漸尖，少微鈍，葉緣有細齒，葉面深綠色，有光澤，除葉先端及基部外兩側有窄氣孔帶，微具白粉或白粉不明顯，葉底淡綠色，沿中脈兩側各有1條明顯白色氣孔帶；老樹之葉通常較窄短、較厚，上面無氣孔線。长2.5～6厘米，基部扭转成二列；雌雄同株，花期4月；圆卵形球果，当年十月下旬成熟，每种鳞有种子3粒，暗褐色，有光澤，种子两侧有翅，果期10月。

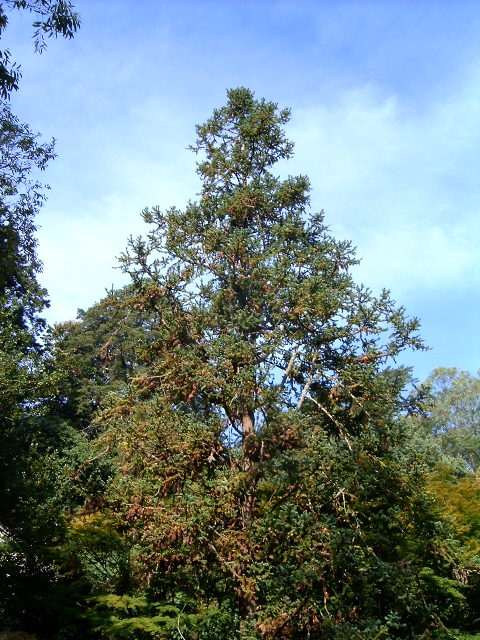
树
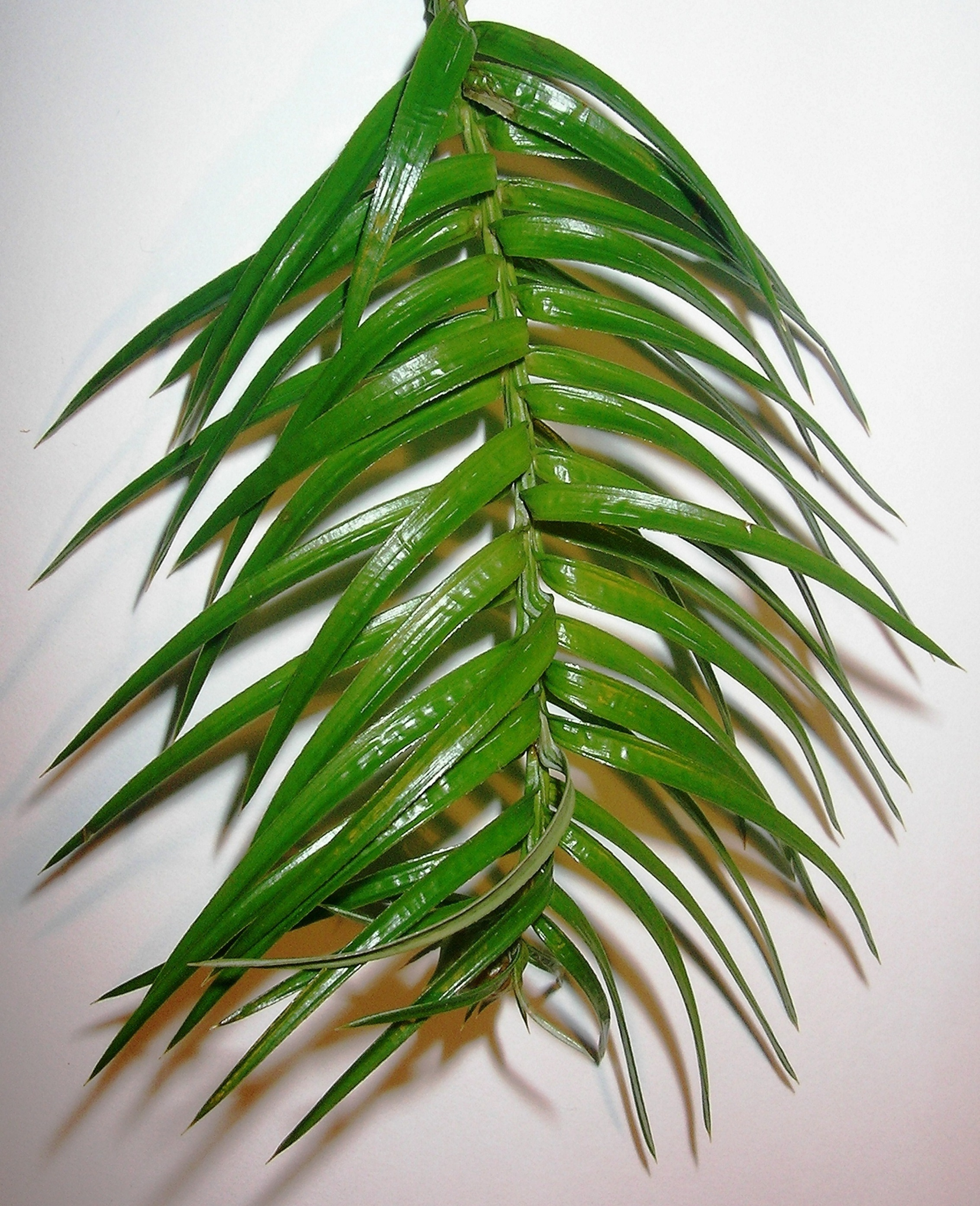
叶
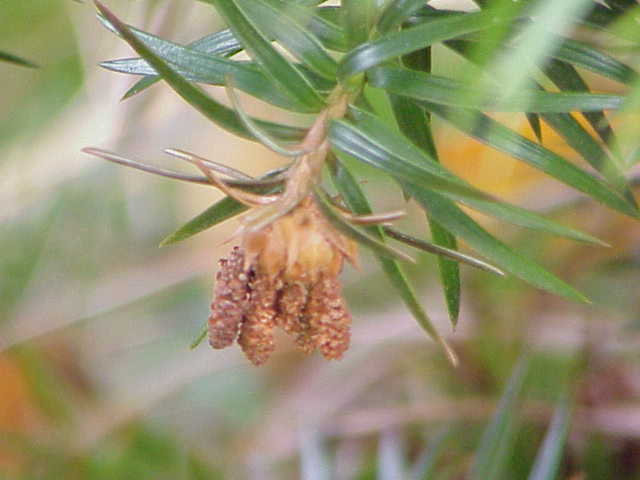
雄果
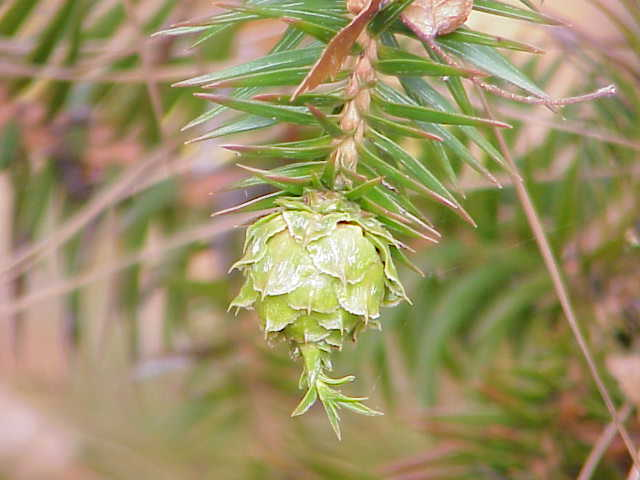
雌果

## 分布
天然分布于中国秦岭、淮河以南地区，越南、老挝北部，變種巒大杉則分布在台湾山区。中國垂直分佈的上限隨地形和氣候條件的不同而有所差異。在東部大別山區海拔700米以下，福建戴雲山區1000米以下，在四川峨眉山海拔1800米以下，雲南大理則在海拔2500米以下。

## 習性
喜溫暖濕潤氣候及深厚、肥沃、排水良好、含腐殖质较多的酸性土壤中，幼樹較耐陰。，不耐水淹和鹽鹼，在陰坡生長較好，淺根性，生長較快。

## 繁殖
主要利用扦插及播種繁殖。

## 用途
杉木生长迅速，是山区绿化的重要树种，材质优良，木材黄白色，有时心材带淡红褐色，有香气，材質軟硬適中，紋理直，易加工，較耐腐，供建築、橋樑等用，15至20年即可成材。杉木的心材及树枝、根、树皮、叶、种子、油脂均可入药。樹皮及根、葉能祛風燥濕、收斂止血；種子含油約20%，供製肥皂。由於杉木用途眾多，被稱為萬能之木。

## 异名
杉木首见于《唐本草》，别名杉（《南方草木状》），柀、煔（《尔雅》），沙木、檠木（《本草纲目》），杉树、沙树、刺杉、廣州杉、福州杉、廣葉杉、正杉等。 